# ГЕС Хонна
ГЕС Хонна (яп. 本名発電所, Хонна хацуденшьо, Гепберн: Honna hatsudensho) — гідроелектростанція в Японії на острові Хонсю. Знаходячись між ГЕС Такі (вище по течії) та ГЕС Увада, входить до складу каскаду на річці Тадамі, лівій притоці Агано, яка впадає до Японського моря у місті Ніїгата.
В межах проекту річку перекрили бетонною гравітаційною греблею висотою 52 метра та довжиною 200 метрів, яка потребувала 126 тис. м3 матеріалу. Вона утримує водосховище з площею поверхні 1,79 км2 та об'ємом 25,8 млн м3 (корисний об'єм 13,5 млн м3).
Через три напірні водоводи довжиною по 46 метрів зі спадаючим діаметром від 7,7 до 4 метрів ресурс надходить  до пригреблевого машинного залу. Тут встановлено три турбіни типу Каплан загальною потужністю 90 МВт (номінальна потужність станції рахується як 78 МВт), які використовують напір у 35 метрів.